# Katayama Tomohiro
Tomohiro Katayama (sinh ngày 10 tháng 6 năm 1976) là một cầu thủ bóng đá người Nhật Bản.

## Sự nghiệp câu lạc bộ
Tomohiro Katayama đã từng chơi cho Verdy Kawasaki.